# Nearchaster yodomiensis
Nearchaster yodomiensis is een zeester uit de familie Benthopectinidae.
De wetenschappelijke naam van de soort werd in 1914 gepubliceerd door Seitaro Goto.